# Justine (impératrice)
Pour les articles homonymes, voir Justine.
Justine (Flavia Justina Augusta), impératrice romaine, qui épouse successivement l'usurpateur Magnence, l'empereur Valentinien Ier en 368 et après la mort de ce dernier, fait proclamer son fils Valentinien II empereur, avec qui Gratien consent à partager l'empire.

## Biographie

### Origines et famille
Aristocrate romaine, Justine fait notamment partie de la gens Vettii. Elle est identifiée comme étant la fille de Justus, gouverneur de Picénum, mis à mort sur l'ordre de Constance pour s'être enorgueilli que les augures avaient prédit qu'un de ses enfants monterait sur le trône impérial.
Sa mère est inconnue mais plusieurs hypothèses se confrontent à son sujet: fille de Crispus, fils aîné de Constantin Ier, ou de Neratius Cerealis, consul en 358, ou encore fille de Jules Constance. Petite-nièce de Constantin le Grand, elle est une descendante directe de Constance Chlore par Jules Constance. 
On lui attribue des racines siciliennes où se trouve une forte implantation de la gens Asinia, qui ferait partie du patrimoine généalogique de Justine. Pourtant, si cette dernière se trouve être une constantinienne, elle aurait plus de chances de puiser ses origines en Illyricum, connu pour être un haut foyer de la confession arienne.

### Mariage avec Magnence
Alors qu'elle n'est encore qu'une enfant, elle est mariée à l'usurpateur Magnence. Ce mariage représente pour ce dernier un moyen d'asseoir sa légitimité, par le biais d'un rattachement à la prestigieuse dynastie constantinienne. Cependant, compte tenu de l'âge de Justine, qui n'est alors probablement pas nubile, le mariage ne donne le jour à aucun enfant. De plus, Justine se retrouve rapidement veuve, Magnence étant défait peu de temps après, il se suicide en 353 à Lyon.
Elle a deux frères, Constantinus et Cerealis qui deviennent tribunus stabuli (grand écuyer).

### Impératrice puis régente

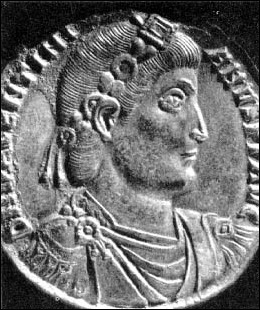
Médaillon de Valentinien Ier.

Devenue veuve, Justine entre dans l'intimité de l'impératrice Sévéra à la cour. Selon Socrate le Scolastique, Marina Severa loue imprudemment la beauté de son amie Justina, auprès de son mari Valentinien Ier. Tombé sous le charme, l'empereur fait passer une loi autorisant un homme à épouser deux femmes, avant de divorcer de Sévéra. Cette loi est discutée par les historiens bien que Timothy Barnes considère que cette loi ne concerne que certains Romains et non pas toute la population civile. Il épouse Justine vers 368. 
Elle fait placer ses deux frères à des postes importants; de confession arienne, elle fait éloigner les évêques catholiques de la cour et participe à l'émergence d'un puissant parti arien à la cour. Elle a quatre enfants avec Valentinien Ier : Valentinien II, Aelia Galla, Justa et Grata. 
À la mort de son époux, elle fait élire son fils empereur par les troupes d'Illyrie sous le nom de Valentinien II, alors âgé de cinq ans au mépris des droits de Gratien, fils aîné de Valentinien Ier et Auguste depuis 367. Gratien accepte le partage de l'empire d'Occident, laissant l'Illyrie à Valentinien II. En novembre 375, Merobaudes et Equitius proclament Valentinien co-empereur de son oncle Valens et de Gratien. Justine devient tutrice de son fils et déplace la capitale à Milan, vers 378-379. À la mort de Gratien en 383, l'usurpateur Maxime menace Milan. Justine envoie l'évêque Ambroise en ambassade chez Maxime pour protéger Milan. 

### Le conflit des basiliques
Elle tenta à diverses reprises d'établir l'arianisme dans ses États ; mais saint Ambroise empêcha l'exécution de ce projet.
En 386, le parti arien de Milan souhaite installer l'évêque arien Auxence et un lieu de culte officiel pour les ariens. Mais l'évêque Ambroise de Milan, qui dispose de trois basiliques dans la cité, refuse de lui donner une basilique. C'est  une rébellion ouverte contre Justine et son fils Valentinien II. Ils envoient un corps militaire prendre de force la basilique Portienne extra-muros. Les fidèles milanais occupent la basilique, puis toutes les basiliques de la ville pour éviter qu'elles ne soient récupérées pour Auxence. Le mercredi Saint, Ambroise est assiégé dans la basilique vieille et se dit prêt au martyr. Mais l'empereur ne déclenche pas un bain de sang et retire ses troupes. L'orthodoxie chrétienne a vaincu l'arianisme.
Justine tenta alors de rétablir le décret de Rimini qui autorise les Ariens à vivre leur religion en tous lieux sans être dérangés par les catholiques, mais Ambroise résista encore à la volonté de l'impératrice. La découverte des reliques des saints Gervais et Protais et des miracles qu'elles occasionnent dans les églises d'Ambroise ne permettent pas à l'impératrice de renforcer la foi arienne face à l'orthodoxie catholique. Surtout que l'usurpateur Maxime se rapproche de plus en plus de l'Italie.  Il propose à Justine et à son fils de venir le rejoindre à Trèves. 

### Fin de règne
Lorsque l'usurpateur Maxime, orthodoxe, conquit une grande partie de l'Italie en 387, elle fut obligée de se retirer en Thessalonique avec ses enfants. Elle demanda de l'aide à l'empereur d'orient Théodose contre Maxime. Selon Zosime, Théodose plutôt partisan d'une solution pacifique, accepte de partir en guerre contre Maxime après que Justine lui eut présenté sa fille Aelia Galla, qu'elle fiance avec l'empereur d'orient.
Elle mourut en 388, sans voir son fils rétabli au pouvoir par Théodose Ier.

## Sources et références
1. ↑  Socrate le Scolastique, Histoire ecclésiastique 4, 31, 11-13.
2. 1 2 3  Louis Gabriel Michaud, Biographie universelle, ancienne et moderne, etc, Volume 22, Paris, Michaud, 1818 (lire en ligne), p. 177.
3. ↑  J. Rougé "Justine, la belle sicilienne", Latomus 33, 1974, pp. 676-678.
4. ↑  Fulconis Christophe, « Christian Settipani CONTINUITE GENTILICE ET CONTINUITE FAMILIALE DANS LES FAMILLES SENATORIALES ROMAINES A L'EPOQUE IMPERIALE MYTHE ET REALITE Addenda I - III (juillet 2000-octobre 2002 », Abendae,‎ 2004 (lire en ligne, consulté le 29 juin 2024).
5. ↑  « Qui était l’impératrice Justine ? », sur www.empereurs-romains.net/, 25 mars 2007 (consulté le 27 juillet 14).
6. ↑  Daniel Bleriot, Galla Placidia: Otage et reine, L'Harmattan, p.  28.
7. ↑  Timothy Barnes, "Ammianus Marcellinus and the Representation of Historical Reality" (1998), pages 123-124.
8. ↑  BIBLIA N°39,
Vers de nouvelles fraternités, p. 44.
9. ↑  Saint Augustin raconte, dans son livre La Cité de Dieu,
 qu'un aveugle recouvra à Milan l’usage de la vue auprès des corps des saints martyrs Gervais et Protais, et cela en sa présence, devant l’empereur et une grande foule de peuple.
10. ↑  Bonaventure Racine, Abrégé de l'histoire ecclésiastique, contenant les événements ..., Volume 1, Cologne, 1762 (lire en ligne), p. 542-543.
11. ↑  Claude Brenot, « De Magnence à Maxime et Fl. Victor : remarques à propos des monnaies au chrisme », Revue numismatique, no 152,‎ 1997, p. 73 (lire en ligne).
12. ↑  Louis Sebastien Le-Nain de Tillemont, Histoire des empereurs et des autres princes qui ont regne durant les six .. tome 5, Bruxelles, Fricx, 1732 (lire en ligne), p. 48.